# Клишино (Калужская область)
Кли́шино — деревня в Ферзиковском районе Калужской области. Входит в состав сельского поселения «Село Сашкино».

## География
Расположен на востоке региона, на реке Сухая Мешега

## История
До революции входила в состав Тульской губернии. В Списках населённых мест по данным 1859 года описана как деревня при речке Ощене по левую сторону Московско-Тульского шоссе в Алексинском уезде. В деревне 19 дворов и 190 жителей.

## Население
| 2002 | 2010 | 2011 |
| ---- | ---- | ---- |
| 83   | ↗84  | ↘83  |

## Инфраструктура
Личное подсобное хозяйство.

## Транспорт
Проходит автомобильная дорога общего пользования регионального значения 29К-027 «Калуга — Серпухов».